# Disociální porucha osobnosti
Disociální porucha osobnosti (někdy také antisociální porucha osobnosti, anglicky antisocial personality disorder) je duševní porucha charakterizovaná trvale narušeným vzorcem chování, který ignoruje práva a potřeby druhých. Osoby bývají lhostejné ke společenským pravidlům, mají nedostatek citu a chladný nezájem o ostatní. Lidé s touto poruchou často jednají v rozporu se společenskými normami, což může vést k problémům ve vztazích, zaměstnání i v kontaktu se zákonem. Neznají a nemají pocit viny ani výčitky svědomí. Bývá považována za nejméně socializovanou formu narcistické poruchy. Vnitřní svět je vyprázdněn a identita je odvozena od vnějších událostí. První příznaky se obvykle objevují už v dětství nebo dospívání a často jsou spojeny s poruchou chování. Potíže bývají nejvýraznější v pozdní adolescenci a rané dospělosti.
U jedinců s výraznými projevy poruchy bývá častý problém navazovat a udržet stabilní mezilidské vztahy, setrvat v zaměstnání a vyhýbat se kriminálnímu chování. Důsledkem mohou být vyšší míry rozvodovosti, nezaměstnanosti, bezdomovectví a uvěznění. V krajních případech může porucha vést k násilnému či opakovaně trestnému jednání. Výzkumy ukazují, že tito jedinci mají zvýšené riziko sebevraždy, zejména pokud zneužívají návykové látky nebo mají za sebou pobyt ve vězení. Děti vyrůstající s rodičem trpícím touto poruchou jsou navíc samy ve vyšším riziku delikventního chování a psychických obtíží.
Ačkoli jde o poruchu přetrvávající často po celý život, u části postižených dochází ke zmírnění příznaků, obvykle po čtyřicátém roce věku. Výrazné zlepšení se však týká jen malého procenta případů. Možnosti farmakologické léčby jsou omezené – žádný lék není určen výhradně pro tuto diagnózu. Některé psychiatrické medikamenty, například antipsychotika, antidepresiva či stabilizátory nálady, mohou v některých případech pomoci zvládat agresi, impulzivitu nebo léčit přidružené poruchy.